# Сокиринцы (Хмельницкая область)
Сокиринцы (укр. Сокиринці) — село в Чемеровецком районе Хмельницкой области Украины.
Население по переписи 2001 года составляло 605 человек. Почтовый индекс — 31610. Телефонный код — 3859. Занимает площадь 1,987 км². Код КОАТУУ — 6823388503.

## Местный совет
31635, Хмельницкая обл., Чемеровецкий р-н, с. Сокиринцы, ул. Центральная, 3

## Известные уроженцы
- Очередько, Николай Григорьевич (род. 1929) — Герой Социалистического Труда.